# Picknroll
Picknroll era un videojuego de mánager en línea de baloncesto gratuito, disponible en España, Argentina e Italia en los idiomas castellano, inglés, galego, catalán y euskera.

## Enlaces
- Sitio web del juego

- Datos: Q6074954